# Aphrodite – Göttin der Liebe
Aphrodite – Göttin der Liebe (Originaltitel: Afrodite, dea dell’amore) ist ein italienischer Sandalenfilm von Mario Bonnard. Das Drehbuch verfasste er selbst zusammen mit vier weiteren Autoren. Die Hauptrollen sind mit Isabelle Corey, Anthony Steffen und Irène Tunc besetzt. Das Werk hatte seine Weltpremiere am 29. August 1958 in Italien. In der Bundesrepublik Deutschland kam der Film erstmals am 20. März 1959 in die Kinos.

## Handlung
Im Jahr 67 nach Christi Geburt soll in Korinth ein neuer Tempel zu Ehren der Göttin Aphrodite gebaut werden. Der Architekt und Bildhauer Demetrius, der erst kürzlich in seine Heimat zurückgekehrt ist, wird mit der Planung beauftragt. Für die derzeitigen Zustände in Korinth hat er nur Verachtung übrig; denn Antigonus, der neue Statthalter, und sein innenpolitischer Ratgeber Erasto, haben ein diktatorisches Regime errichtet, das die Menschen unterdrückt, nach Belieben enteignet und die Christen verfolgt.
Unter den zahlreichen Sklaven der Stadt befindet sich auch die phönizische Kaufmannstochter Diala. Nachdem ihr Vater von Soldaten getötet worden war, hatte sie der Mazedonier Kibur gekauft, um Liebesspiele mit ihr zu treiben. Diala aber versteht sich zu wehren, indem sie ihren Herrn beim Statthalter mit einer falschen Nachricht anschwärzt. Daraufhin lässt Antigonus den Mazedonier hinrichten und nimmt Diala in seinen Palast auf. Bei einem zügellosen nächtlichen Gelage sorgt Diala dafür, dass Stenele, die Gattin des Statthalters, durch einen vergifteten Pfeil ums Leben kommt. Jetzt kann Diala mit Antigonus gemeinsam die Tyrannei ausüben.
Diala wird dazu auserkoren, Demetrius für die Statue der Aphrodite Modell zu stehen. Dabei verliebt sie sich in den Künstler. Der aber hat nur Augen übrig für Dialas hübsche Dienerin Lerna. Diese führt Demetrius in Korinths kleine christliche Gemeinde ein. Als Diala erfahren hat, weshalb sie von Demetrius zurückgewiesen wurde, will sie sich an ihrer Rivalin rächen. Zu diesem Zweck hetzt sie Antigonus gegen die Christen auf. Den Soldaten gelingt es, diese an ihrem geheimen Versammlungsort aufzuspüren und gefangen zu nehmen. Unter den Gefangenen ist auch Demetrius, der sich inzwischen taufen ließ und Lerna geheiratet hat. Nun beabsichtigt der Statthalter, dem Volk wieder einmal ein Beispiel seiner Macht zu demonstrieren, indem er die Christen töten lassen will. Die unvermittelt ausbrechende Pest verhindert jedoch seinen Plan; Antigonus und Diala werden ein Opfer der Krankheit. Den Christen gelingt es, aus dem Gefängnis zu fliehen. Die Nachricht vom Tod Kaiser Neros gibt ihnen Hoffnung auf Friede, Freiheit und ein besseres Leben.

## Produktionsnotizen
Am Drehbuch und bei der Regie arbeitete auch der später weltbekannt gewordene Regisseur Sergio Leone mit, ohne dass er im Vorspann erwähnt wurde. Die Bauten entwarf der Filmarchitekt Saverio d‘Eugenio. Giancarlo Bartolini Salimbeni steuerte die Kostüme bei.

## Kritik
Das Lexikon des internationalen Films skizziert in seiner Buchausgabe nur kurz die Handlung. In der später erfolgten Online-Ausgabe  Zweitausendeins.de lautet das Fazit: „Langweilig und unbeholfen inszeniert.“